# Fadinha-esplêndida
Fadinha-esplêndida (nome científico: Malurus splendens) é uma espécie de ave passeriforme da família Maluridae. Pode ser encontrada na maior parte do continente australiano, desde o centro-oeste de Nova Gales do Sul e sudoeste de Queensland até às zonas costeiras da Austrália Ocidental. Habita predominantemente em regiões áridas ou semiáridas. O macho, em plumagem de época de reprodução, é uma ave com uma cauda longa e de coloração predominantemente azul brilhante e preta. Os machos não reprodutores, as fêmeas e os juvenis possuem uma coloração castanha e cinzenta. De início, estes padrões de coloração deram a ideia que os machos eram polígamos e que todos os indivíduos com coloração menos vistosa eram fêmeas. A espécie é composta por várias subespécies similares, de coloração azul e preta, que inicialmente eram consideradas espécies separadas.
Tal como outros membros do género Malurus, esta espécie exibe algumas características comportamentais peculiares: são socialmente monogâmicos e sexualmente promíscuos, significando isto que apesar de formarem pares entre um macho e uma fêmea, cada um dos parceiros poderá acasalar com outros indivíduos e mesmo chegar a prestar assistência na criação dos juvenis de tais parelhas. Os machos colhem pétalas de cor rosa ou púrpura e exibem-nas às fêmeas como parte do ritual de corte.
O habitat desta espécie varia desde florestas até zonas arbustivas secas, geralmente com ampla vegetação para abrigo. Ao contrário de Malurus cyaneus, não se adaptou bem à ocupação humana e desapareceu de algumas zonas urbanizadas. Esta espécie alimenta-se principalmente de insectos e suplementa a sua dieta com sementes.

## Taxonomia
Malurus splendens é uma das doze espécies do género Malurus, cujos membros podem ser encontrados na Austrália e nas terras baixas da Nova Guiné. Dentro do género, a espécie mais próxima é Malurus cyaneus. Por sua vez, estas duas espécies estão mais relacionadas com a espécie Malurus coronatus, que ocorre no noroeste da Austrália.
Especímenes foram inicialmente recolhidos em King George Sound, e nessa altura descritos como sendo da espécie Saxicola splendens pelos naturalistas franceses, Jean René Constant Quoy e Joseph Paul Gaimard, em 1830. Isto, três anos após John Gould ter dado o nome científico de Malurus pectoralis e o nome comum, em inglês, de Banded Superb-warbler. Apesar de ter colocado correctamente no género Malurus, o nome específico dos autores precedentes teve prioridade. O epíteto específico deriva do latim splendens, que significa "brilhante".
Foi primeiramente classificada como membro da família Muscicapidae, por Richard Bowdler Sharpe, tendo no entanto sido mais tarde colocada, pelo mesmo autor, na família Sylviidae, Em 1975, foi colocada na recentemente reconhecida família Maluridae. Mais recentemente, análises de ADN mostraram que a família está relacionada com as famílias Meliphagidae, Pardalotidae e Petroicidae, numa superfamília alargada, Meliphagoidea.

### Subespécies
A taxonomia actual reconhece quatro subespécies: M. s. splendens na Austrália ocidental, M. s. musgravei na Austrália central (subespécie anteriormente reconhecida como M. s. callainus), M. s. melanotus na Austrália oriental continental e M. s. emmottorum no sudeste de Queensland. Inicialmente, as três eram consideradas como espécies separadas, devido a terem sido descritas em regiões que eram distantes das fronteiras das áreas de distribuição das outras subespécies. No entanto, à medida que o interior da Austrália foi sendo explorado, tornou-se aparente que ocorriam áreas de hibridação, onde as áreas de ocorrência destas subespécies se sobrepunham. Então, em 1975, as primeiras três formas abaixo referidas foram reclassificadas como subespécies de Malurus splendens.
- M. s. splendens, pode ser encontrada na maior parte da região central e do sul da Austrália ocidental. Esta foi a forma originalmente descrita por Quoy e Gaimard, em 1830.
- M. s. melanotus, foi descrita por John Gould, em 1841, como uma espécie separada.[16] Pode ser encontrada desde a Austrália do Sul até a regiões mais ocidentais de Nova Gales do Sul e Victoria e sudoeste de Queensland. Difere da subespécie nominal por possuir um dorso preto e a região mais inferior do peito de cor esbranquiçada.
- M. s. musgravei foi descrita em 1922 pelo ornitólogo amador Gregory Mathews como uma espécie distinta, da região da Bacia do Lago Eyre, na Austrália central.[17] Pode ser encontrada em grande parte da Austrália do Sul e no sul do Território do Norte. O seu dorso possui uma coloração mais azulada ou turquesa e a parte posterior do corpo de cor preta. Esta subespécie é basicamente sinónima da que era conhecida como M. callainus, que tinha sido colectada pelo ornitólogo Samuel White e nomeada por John Gould, em 1867.
- M. s. emmottorum foi descrita da região do sudoeste de Queensland e foi-lhe dado o estatuto de subespécie após o trabalho de revisão efectuado por Schodde e Mason, em 1999.[15]

### História evolutiva
Na sua monografia de 1982, o ornitólogo Richard Schodde propôs uma origem a Sul para o ancestral comum das espécies Malurus splendens e Malurus cyaneus. Em algum tempo no passado foi separado em dois enclaves: um a Sudoeste (Malurus splendens) e outro a Sudeste (Malurus cyaneus). Como o Sudoeste era mais seco que o Sudeste, uma vez as condições se tornaram favoráveis, as formas de Malurus splendens adquiriram uma maior habilidade para se dispersarem para territórios mais interiores. Esta separação em pelo menos três enclaves, com uma subsequente evolução para isolamento nos seguintes períodos glaciares secos, até ao actual clima mais favorável, viu-os expandir novamente e intercruzarem-se onde as área se sobrepunham. Isto sugere que a separação original seria apenas muito recente, já que as formas tiveram insuficiente tempo para a especiação. Mais estudos moleculares podem resultar em esta hipótese ser modificada.

## Descrição

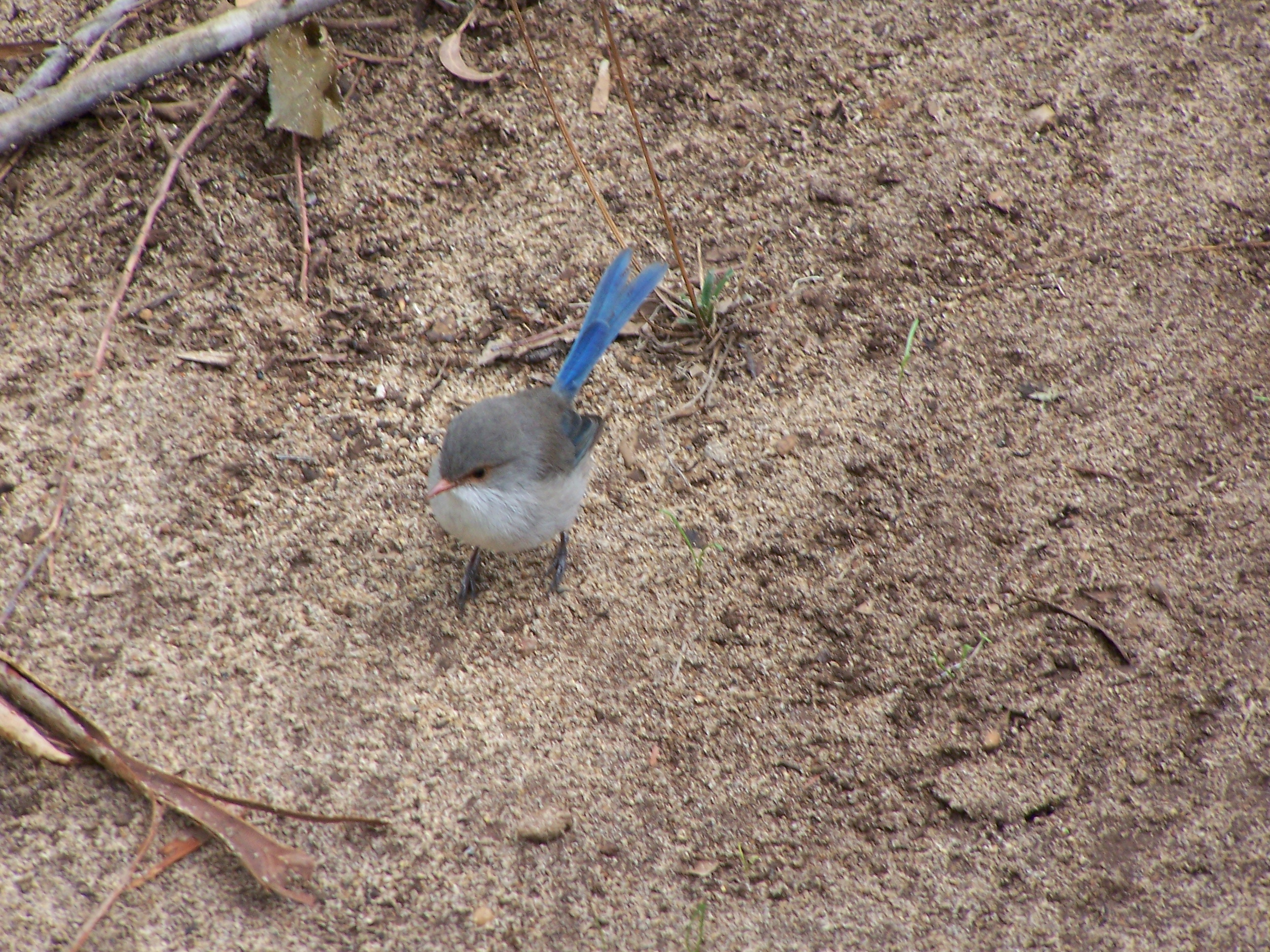
Fêmea da subespécie splendens

Malurus splendens é uma pequena ave de 14 cm e de cauda comprida. Exibindo um elevado grau de dimorfismo sexual, o macho em época reprodutiva é bastante distinguível, com a parte frontal de cabeça e a cobertura dos ouvidos de um azul brilhante, uma garganta violeta, parte posterior das asas e peito de um azul forte, um bico e faixas oculares e do peito, pretos.[carece de fontes?]
A plumagem azulada do macho reprodutor é muitas vezes referida como plumagem nupcial. O macho não reprodutor é castanho com azul nas asas e azulado na cauda.[carece de fontes?]
A fêmea assemelha-se ao macho não reprodutor, mas tem um bico e mancha ocular castanha avermelhada. Os machos imaturos terão uma muda para a plumagem de reprodução na primeira época de reprodução após terem nascido, apesar de poder ser incompleta, com plumagem residual acastanhada, podendo levar um ou dois anos a aperfeiçoar a plumagem. Ambos os sexos sofrem uma muda no Outono, após a reprodução, com os machos a assumir uma plumagem não reprodutora eclipsante. Farão nova muda, para plumagem nupcial, no Inverno ou Primavera. Alguns machos mais velhos permanecem de cor azulada todo o ano, tendo uma muda de plumagem nupcial directamente para outra plumagem nupcial. A plumagem azulada dos machos reprodutores, particularmente as coberturas oculares, são altamente iridescentes devido à superfície achatada e torcida das bárbulas. A plumagem azul também reflecte fortemente a luz ultravioleta, podendo assim ser ainda mais proeminente para outros indivíduos do género Malurus, cuja visão de cor se estende até essa parte do espectro electromagnético
O chamamento é descrito como um turbilhão exuberante; é mais áspero e alto que outro do género Malurus, variando de indivíduo para indivíduo. Um único e suave trrt serve como chamamento de contacto num grupo à procura de alimento, enquanto que o chamamento de alarme é um tsit. Cucos e outros intrusos podem ser saudados com uma postura de ameaça. As fêmeas emitem um purr quando estão na altura de chocar os ovos.

## Distribuição e habitat
Esta espécie tem uma distribuição alargada, em regiões áridas e semiáridas da Austrália. O habitat é normalmente seco e composto por mato: nas partes mais secas ocupam locais representados por tipos de vegetação denominados por mulga e mallee; no sudoeste da sua área de distribuição ocupam áreas florestais. As subespécies splendens (ocidental) e melanotus (oriental) são largamente sedentárias. Pensa-se que a subespécie musgravei seja parcialmente nómada. Ao contrário da espécie Malurus cyaneus, esta não está bem adaptada à ocupação da paisagem por parte do ser humano, tendo desaparecido de algumas áreas urbanizadas.

## Comportamento
Tal como todas as espécies do género Malurus, a Malurus splendens é uma espécie que se alimenta de maneira activa e irrequieta, particularmente em campo aberto perto de abrigo, mas também através da folhagem mais inferior. Os movimentos fazem-se através de uma série de saltos e pulos desenvoltos, com o balanço a ser assistido por uma proporcional cauda grande que normalmente se apresenta virada para cima e raramente quieta. As pequenas e arredondadas asas providenciam uma boa ascensão inicial e são úteis em voos pequenos. No entanto, estas aves são voadoras mais fortes que a maioria das espécies do género Malurus. Durante a Primavera e o Verão, as aves são activas em erupções ao longo do dia e acompanham as actividades de busca de alimento com canções. Os insectos são numerosos e fáceis de capturar, permitindo às aves descansos entre as suas buscas. O grupo muitas vezes abriga-se e descansa junto, durante o calor do dia. O alimento é mais difícil de encontrar durante o Inverno e as aves passam o dia continuamente à procura de alimento.
Grupos de duas a oito aves permanecem no seu território e defendem-no todo o ano. Os territórios têm uma média de 4,4 hectares, em áreas de bosque e matagal; o tamanho diminui com o aumento da densidade da vegetação e aumenta com o número de machos no grupo. O grupo é composto por um par socialmente monógamo com um ou mais machos ou fêmeas que nasceram no território, não necessariamente descendentes do par principal. As aves desta espécie são sexualmente promíscuas, com cada parceiro acasalando com outros indivíduos e até assistindo no desenvolvimento dos juvenis de tais pares. Mais de um terço da descendência é resultado de acasalamentos extramaritais. As aves ajudantes assistem na defesa do território e na alimentação e criação dos juvenis. Aves num grupo abrigam-se lado a lado em densas coberturas e também arranjam a penas mutuamente.
Os maiores predadores de ninhos são Gymnorhina tibicen, Cracticus spp., Dacelo novaeguineae, Strepera spp., corvos (Corvus spp.), Colluricincla spp., assim como mamíferos introduzidos como a raposa-vermelha, o gato e o rato-preto. Como outras espécies do género Malurus, esta ave utiliza uma exibição para distrair os predadores dos ninhos com aves juvenis. Enquanto fazem a exibição, a cabeça, o pescoço e a cauda da ave são baixadas, as asas colocadas longe do corpo e as penas são eriçadas à medida que a ave corre rapidamente e emite um chamamento de alarme continuo.

### Dieta
É uma espécie predominantemente insectívora. A sua dieta inclui uma grande variedade de pequenas criaturas, a maioria insectos como formigas, gafanhotos, grilos, aranhas e escaravelhos. A dieta é complementada por pequenas quantidades de sementes, flores e frutos. Alimentam-se em zonas junto ao chão ou em arbustos com altura menor de 2 metros. Podem também se alimentar, ocasionalmente, nas copas de eucaliptos. Estas aves tendem a alimentar-se em grupo e próximo de locais de refúgio. Durante o Inverno, quando os recursos alimentarem escasseiam, as formigas tornam-se num componente mais importante na sua dieta. Os adultos alimentam as suas crias com uma dieta algo diferente, constituída por itens de maiores dimensões, como lagartas e gafanhotos.

### Corte

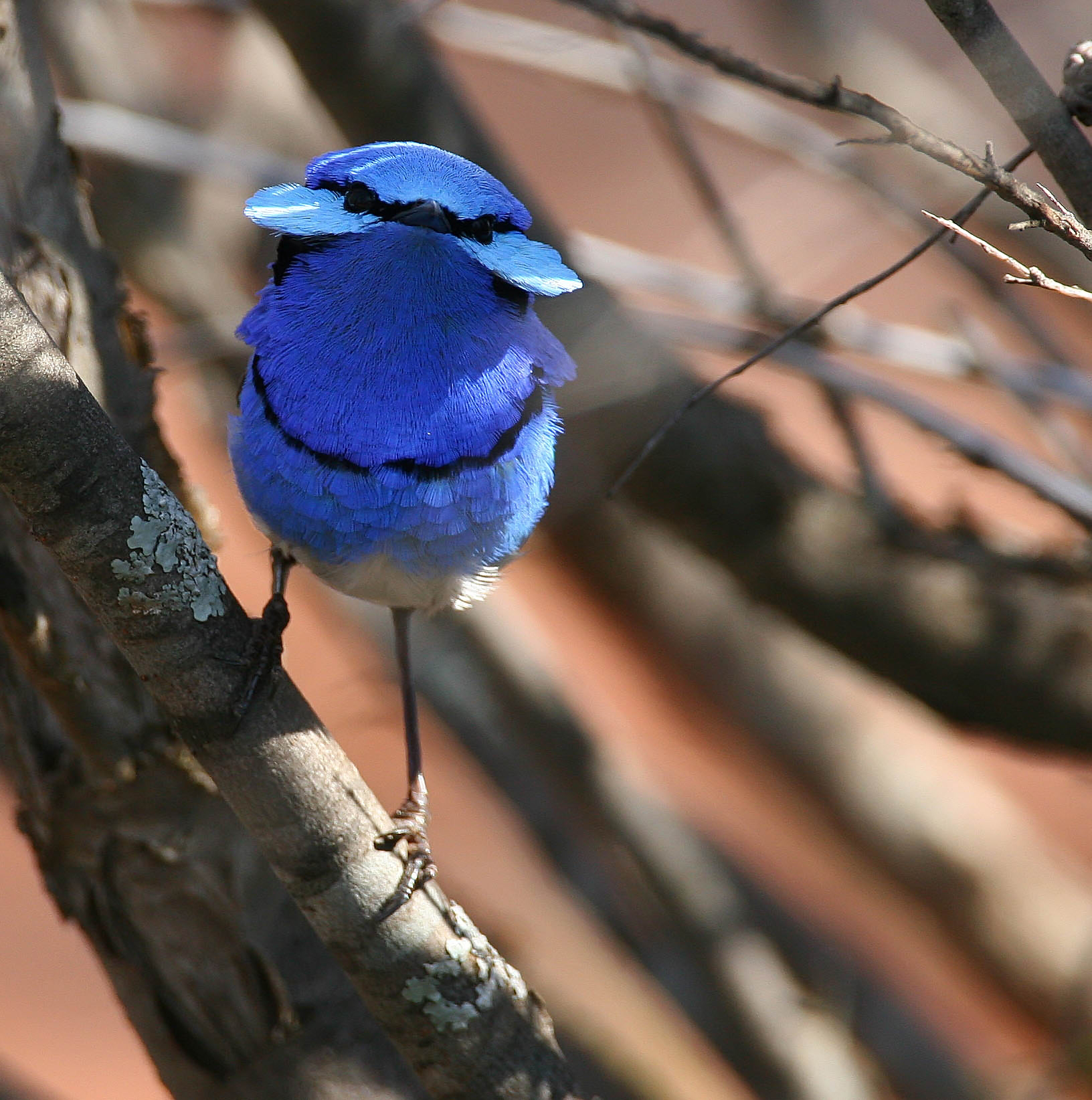
Exibição "leque facial" em Malurus splendens melanotus), em Lake Cargelligo

Várias exibições de corte executados por machos de Malurus splendens têm sido registados; o "voo cavalo-marinho", assim chamado devido às semelhanças de movimentos com o cavalo-marinho, é um tipo de voo exagerado e ondulante onde o macho, com o pescoço estendido e as penas da cabeça erectas, voa e vira o corpo de horizontal para vertical e rapidamente batendo as asas é capaz de descer devagar e saltar para cima depois de aterrar no solo. A exibição "leque facial" pode ser visualizada como parte de comportamentos de exibição sexual ou agressivos; envolve o fazer brilhar os tufos auriculares através da erecção das penas.

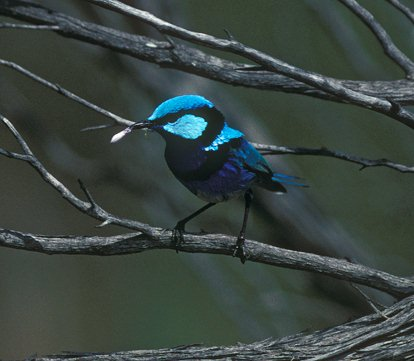
Malurus splendens musgravei com pétala violácea, em Gawler Ranges, na Austrália Meridional

Outro hábito interessante dos machos desta e de outras espécies do género Malurus, durante a época reprodutiva, consiste em arrancar pétalas (nesta espécie, predominantemente cor-de-rosa ou púrpura, que contrastam com a plumagem) e mostrá-las às fêmeas. As pétalas muitas vezes fazem parte das exibições de corte e são apresentadas à fêmea no território do macho ou em outro território. Fora da época de reprodução os machos por vezes também mostram pétalas às fêmeas em outros territórios, presumivelmente para se promoverem. É de notar que as espécies do género Maluros são socialmente monógamos e sexualmente promíscuos: pares podem se juntar para uma vida inteira, mas regularmente acasalam com outros indivíduos; uma proporção de juvenis terão sido filhos de machos de fora do grupo. Os juvenis são muitas vezes criados não somente pelo par, mas também por outros machos que também acasalaram, com a assistência da fêmea do par. Então, a exibição de pétalas pode ser um comportamento que fortifica a ligação entre o par. A exibição de pétalas também pode ser uma maneira para que machos extras ganhem um acasalamento com a fêmea.[carece de fontes?]

### Reprodução
A reprodução ocorre deste o fim de agosto até janeiro, apesar de chuvas intensas em Agosto poderem atrasar isso. O ninho é construído pela fêmea; é uma estrutura arredondada, em doma, feita de ervas fracamente entrelaçadas e teias de aranha, com uma entrada de um lado, próxima do solo, dissimulada em vegetação espessa e espinhosa como Acacia pulchella ou uma espécie de Hakea. Uma ou duas criações podem ser feitas durante a época de reprodução. Um conjunto de dois a quatro ovos de cor branca com manchas vermelho acastanhadas, medindo cerca de 12 x 16 mm, são postos. A incubação demora cerca de duas semanas. A fêmea incuba os ovos por 14 ou 15 dias; depois de saírem dos ovos, os juvenis são alimentados e os seus sacos fecais removidos por todos os membros do grupo por 10-13 dias, altura em que são capazes de voar. As aves juvenis permanecem no grupo familiar como ajudantes por um período de um ano ou mais, antes de movimentarem-se para outro grupo, normalmente adjacente, ou assumirem uma posição dominante no grupo original. Neste papel, alimentam e tomam conta das criações subsequentes.
As espécies do género Maluros são comummente hospedeiras de aves parasitas como Chalcites basalis, com a espécie Chalcites lucidus também registada.

## Representações culturais
A ave foi representada num envelope de 45c, pré-selado, da Australian Post, liberado a 12 de Agosto de 1999; no entanto, uma ave da espécie Malurus cyaneus foi enganosamente representada.